# Осипова, Ольга Андреевна
О́льга Андре́евна О́сипова (2 марта 1927, Томск — 23 апреля 2013, Томск) — известный лингвист, специалист в области языков народов Сибири, доктор филологических наук, профессор Томского государственного педагогического университета.

## Биография
- О. А. Осипова родилась в семье врача, впоследствии известного советского хирурга, академика АМН СССР Андрея Григорьевича Савиных[1].
- 1946 — поступила на факультет иностранных языков Томского государственного педагогического института (ТГПИ), который окончила в 1949[1][2].
- 1956 — окончила аспирантуру при ТГПИ[2].
- 1949—1988 — преподаватель[1], доцент[2];
- 3 июля 1959 — исполняющая обязанности заведующей кафедрой иностранных языков;
- 30 декабря 1959 в совете Томского государственного университета успешно защитила кандидатскую диссертацию на тему «Грамматические способы выражения понятия будущего в современном английском языке»[1];
- 19 октября 1981 — 6 сентября 1993 — заведующая кафедрой английского языка факультета иностранных языков;
- 20 октября 1987 — в специализированном совете Института языкознания АН СССР в Москве состоялась защита докторской диссертации на тему «Отражение категории одушевлённости/неодушевлённости в склонении древнегерманских существительных»[1];
- 1988 — присуждена учёная степень доктора филологических наук[1];
- 1988—1994 — заведующая кафедрой английской филологии[2];
- 1990 — присвоено учёное звание профессора[1];
- 1993 — избрана членом-корреспондентом Сибирского отделения академии наук высшей школы[1];
- январь 1994[2] — сентябрь 1998 — профессор кафедры английской филологии;
- Сентябрь 1998 — сентябрь 2000 — заведующая кафедрой лингвистики и межкультурных коммуникаций[1].

## Научная деятельность
- Германистика, типология и структура палеоазиатских языков, методика преподавания иностранных языков.
- Специалист в области языков народов Сибири — кетского, селькупского, хантыйского.
- Автор более 150 научных публикаций по проблемам будущего времени в современном английском языке, выражения категории одушевлённости/неодушевлённости в древнегерманских и индоевропейских языках.
- Преподаваемые в различное время лекционные курсы: история английского языка, общее языкознание, сравнительная типология английского и русского языков. Некоторые из этих курсов читались О. А. Осиповой на английском языке.

## Награды
- Медаль «За доблестный труд. В ознаменование 100-летия со дня рождения В. И. Ленина» (1970)[1]
- Медаль «За трудовое отличие» (1978)[1]
- Медаль «Ветеран труда» (1983)[1]
- Почётные знаки Министерства образования СССР: «Отличник народного просвещения», «За отличные успехи в работе» (1991)[1]
- Лауреат конкурса Томской области в сфере образования и наук (1998)
- Звание «Почётный работник высшего профессионального образования Российской Федерации» (2000)
- Почётное звание «Заслуженный работник высшей школы Российской Федерации» (2000) — за заслуги в научной работе, значительный вклад в дело подготовки высококвалифицированных специалистов[3]

В 1992 году издательством «Международный Биографический Центр» признана «женщиной года» за научные разработки и открытия в области древнегерманских языков. В 2005 году Ольга Андреевна была избрана «Человеком года ТГПУ».
В 2002 году в Томске прошла международная конференция «Сравнительно-исторические и типологические исследования языка и культур: проблемы и перспективы», посвящённая 75-летию О. А. Осиповой.

## Основные работы
- Отражение категории одушевленности/неодушевленности впарадигме склонения существительных в древнегерманских языках. Томск, 1980. 130 с.;
- Общие следы активной структуры в склонении существительных в уральских, енисейских и индоевропейских языках // Советское финно-угроведение. Таллин, 1988. № 3;
- Существовало ли посессивное склонение в древних индоевропейских языках? // Принципы создания исторических грамматик языков различных систем. М., 1989;
- Реконструкция первичных показателей активного падежа по косвенным данным // Лингвистическая реконструкция и древнейшая история востока. М., 1989. Ч. 3;
- Общие черты активной структуры имени в уральских и индоевропейских языках // Материалы VIМеждународного конгресса финно-угроведов. М., 1990;
- Типология древнегерманских именных склонений в свете индоевропейских и уральских языков. Томск, 2007. 312 с[5].